# Благовещенский собор (Харьков)

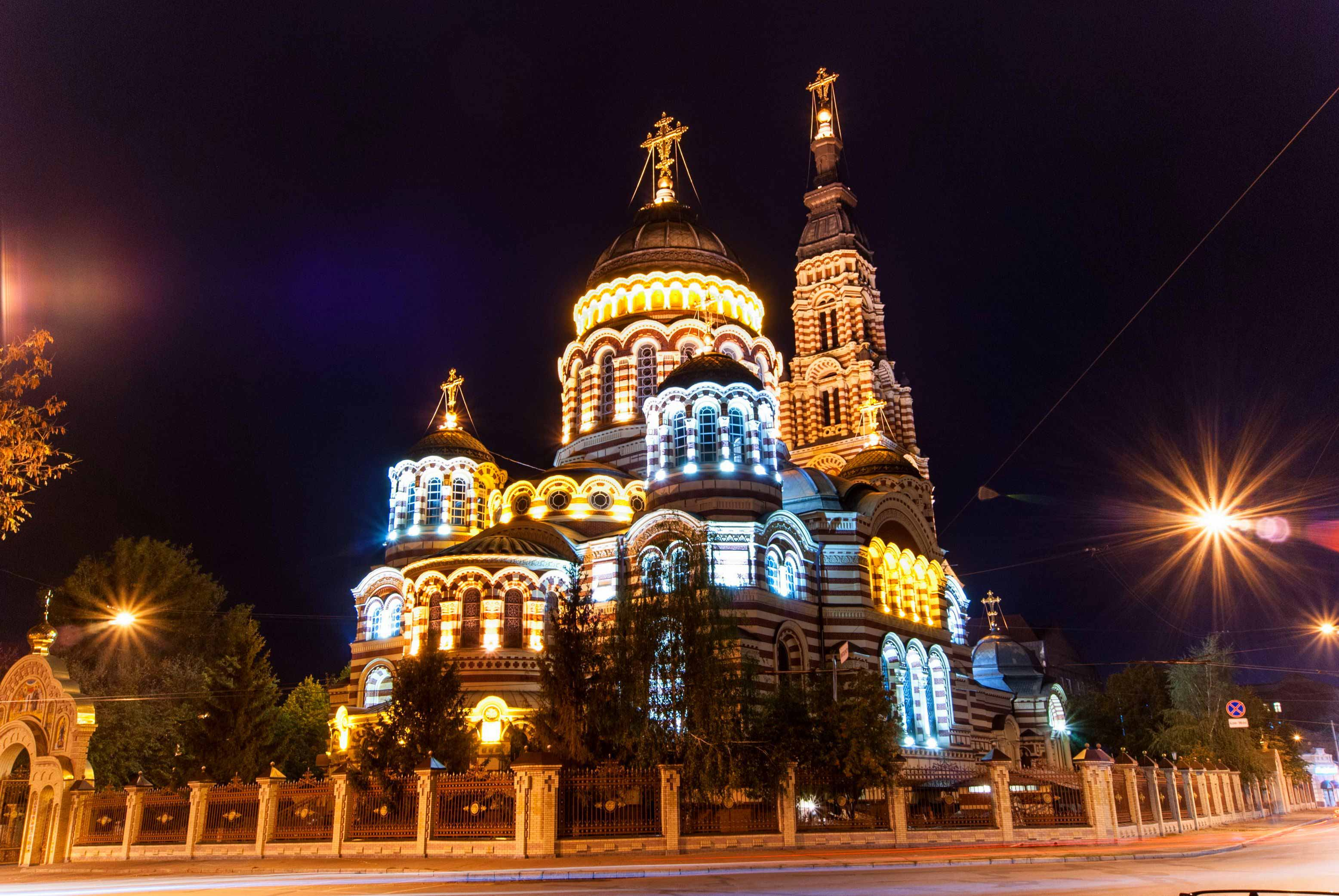
Один из крупнейших кафедральных соборов Восточной Европы — Благовещенский Собор в Харькове

Собор Благовещения Пресвятой Богородицы (укр. Свято-Благовіщенський кафедральний собор) — православный храм в Харькове, кафедральный собор Харьковской епархии Украинской православной церкви Московского патриархата.

## XVII—XIX век
Первая церковь во имя Благовещения Пресвятой Богородицы в Харькове была основана около 1655 года, одновременно с Николаевской и Рождественской. Деревянный однопрестольный храм Залопанского прихода был выполнен в традиционных украинских трёхкупольных формах с отдельно стоящей деревянной рубленной колокольней и обнесён плетнём вместо ограды. Бурное развитие поселения дало толчок к расширению прихода: согласно Куряжским актам 1720 года в штате церкви находятся уже двое священников. После крупного пожара в 1738 году восстановлена в том же виде. Изображение сохранилось на плане города 1787 года.
Из священников этого периода известны: о. Алексей (Куряжские акты 1659 года), о. Павел (Куряжские акты 1701 и 1713 годов), Иоанн Матвеев (†1738 г.) и его сослуживец Автоном Захарьев (†1779 г.), Герасим Сливицкий и Петр Рожанский, его сослуживец Матфей Рожанский.

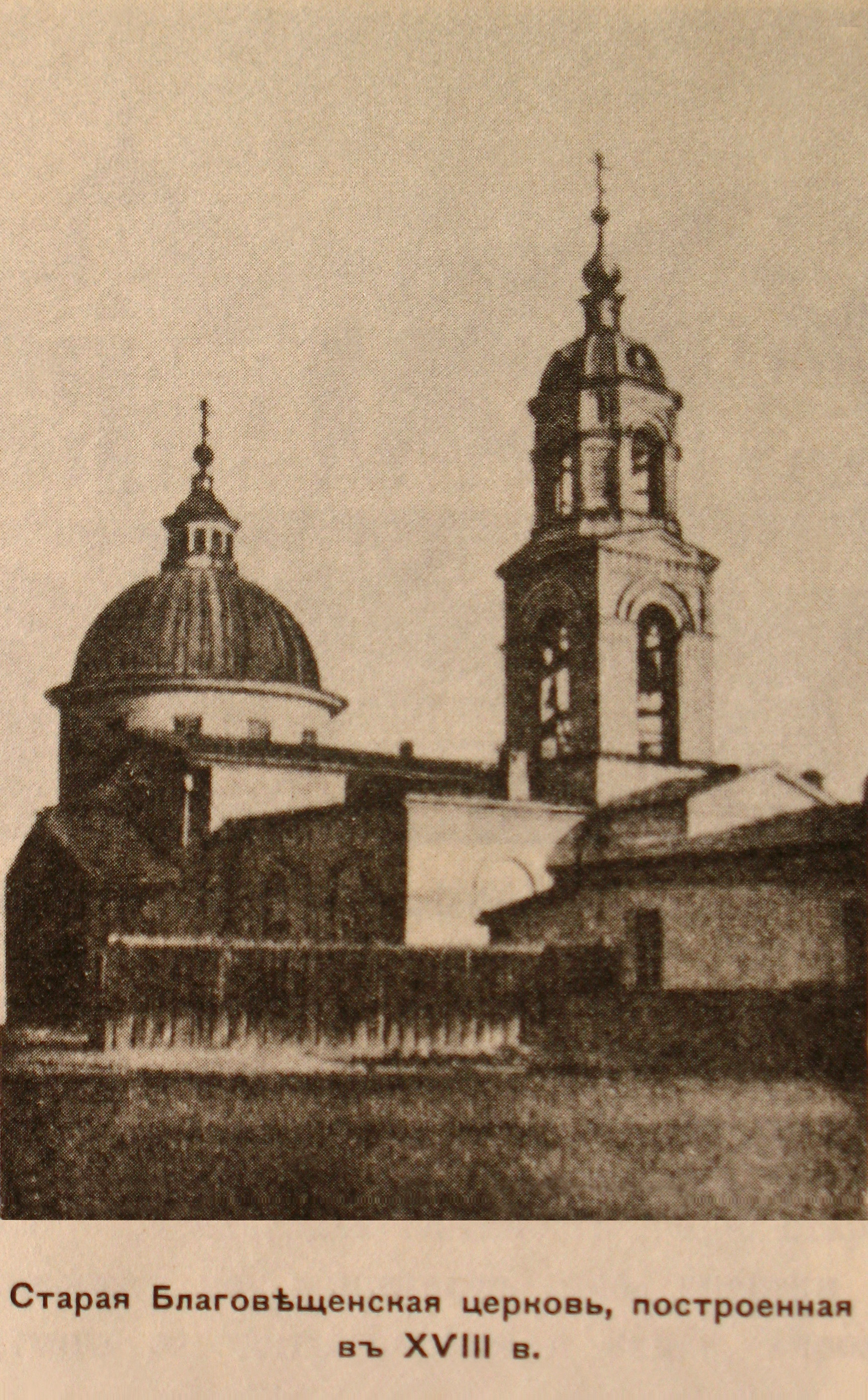
Первая каменная Благовещенская церковь, 1846

В 1789 году был заложен новый каменный однокупольный храм в стиле раннего классицизма по проекту Петра Ярославского, освящённый 8 сентября 1794 года. Как и все приходские церкви Харькова, был однопрестольным до 1830-х годов, когда рост населения вызвал необходимость расширения старых харьковских храмов. В 1836—1838 годах были пристроены приделы во имя святого великомученика Иоанна Воина и святой великомученицы Варвары. Главным их устроителем был церковный староста купец Александр Дмитриевич Скрыпник. В 1844—1846 годах произведен капитальный ремонт. Старанием подполковника М. И. Батезатула главы на церкви, иконостас, горнее место, жертвенник и сень над престолом были вызолочены «лучшим червонным золотом».
В 1846—1863 годах церковь носила титул «градского собора». Описание согласно ведомости по харьковскому градскому благочинию за 1858 год:
Церковь во имя Благовещения Пресвятой Богородицы зданием каменная, с каменной крепкой колокольнею. Имеет три престола: во имя Благовещения Пресвятой Богородицы (холодный), а последние два теплые. Утварью достаточна. Причта положено по штату: протоиерей, священник, диакон, дьячков — 2 и пономарей — 2. Земли при сей церкви никакой нет. На содержание священнослужителей жалованья не получается, а получают они доброхотные даяния прихожан. Приписаний к сей церкви нет. Домовая в сем приходе церковь во 2-й Харьковской мужской гимназии во имя преп. Сергия Радонежского (основана она в 1851 г., зданием тоже каменная). Настоятель — протоиерей Стефан Яковлевич сын Стефаневский. Число прихожан: мужчин — 484 чел., женщин 568.
В этом же году в связи со всё более увеличивавшимся ростом прихода был поднят вопрос о кардинальной реставрации храма, но остался открытым, а церковь была только несколько расширена. 22 ноября 1887 года по инициативе небольшого кружка именитых и зажиточных прихожан и с разрешения архиепископа Амвросия (Ключарева) состоялось расширенное собрание прихожан, на котором единодушно принято решение о строительстве нового храма.

## Новый храм

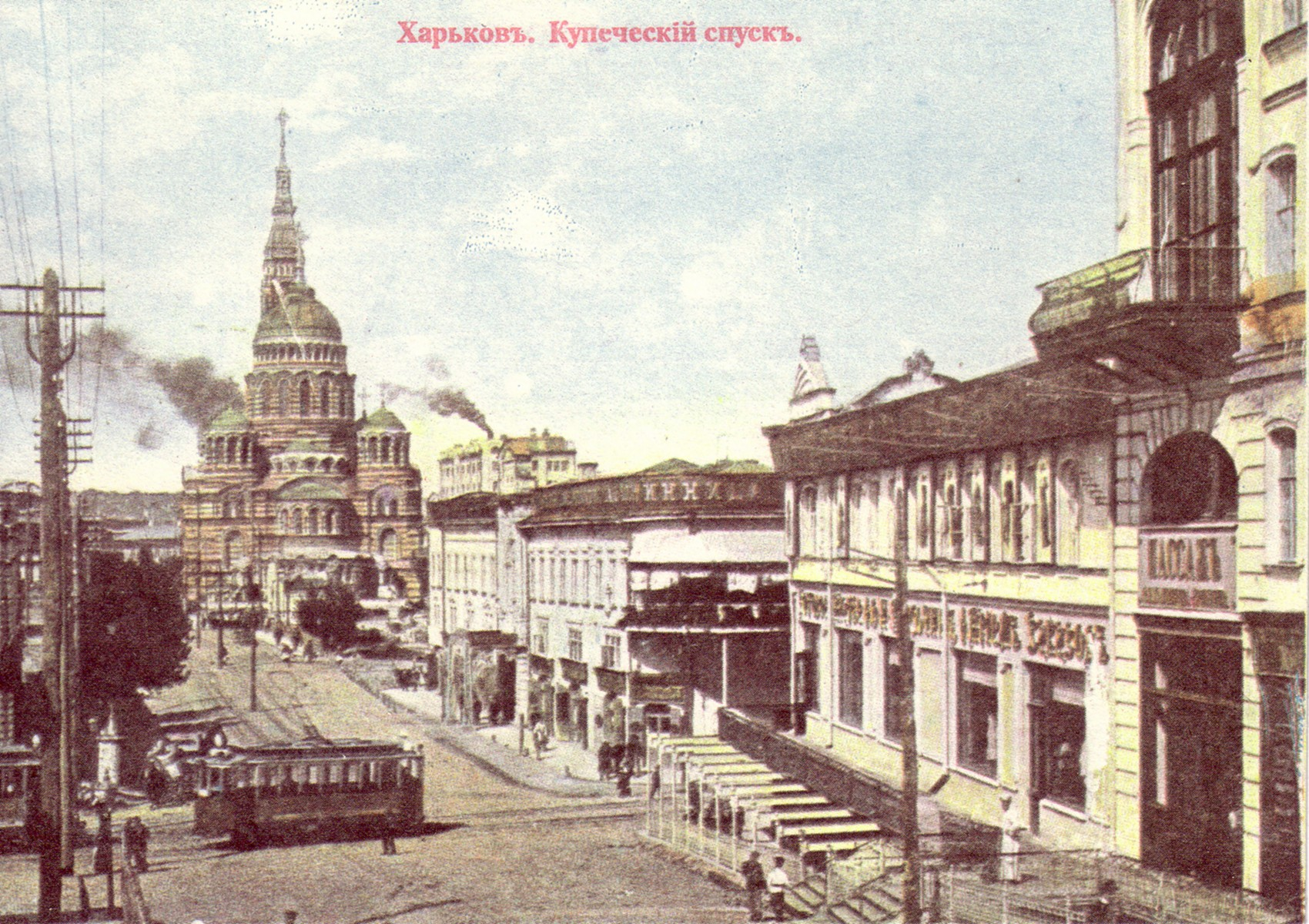
Благовещенская церковь на открытке начала XX века

Торжественная закладка новой церкви была совершена 2 октября 1888 года рядом со старым храмом, действовавшим во время двенадцатилетнего строительства. По поручению строительного комитета проект был разработан архитектором Харьковского технологического института профессором Михаилом Ловцовым, членом Благовещенского прихода. Финансирование строительства осуществлялось в основном за счёт многочисленных и щедрых пожертвований купцов, как харьковских, так и других городов. Все расходы по сооружению церкви и внутреннему убранству обошлись в 400 000 рублей, одного кирпича положено около 7 миллионов.
Смело экспериментируя в модном русско-византийском стиле с элементами эклектики, архитектор придаёт храму, увенчанному традиционным московским пятиглавием, древневизантийское полусферическое очертание и противопоставляет его массивному объёму (34 м лицевого фасада на 59 м высоты) лёгкость неоготической ярусной колокольни (80 м). Обилие деталей и полихромное решение фасадов с чередованием горизонтальных рядов красного кирпича и светлой штукатурки создают своеобразный запоминающийся облик храма.
Церковь была окончена и освящена в 1901 году. Тогда же снесён старый храм, из которого в новый были перенесены наиболее чтимые иконы Спасителя, Божией Матери, Николая Чудотворца, Иоанна Воина, великомученицы Варвары. Один из крупнейших храмов Российской империи вмещает 3500-4000 человек. Иконостас из белого каррарского мрамора был выполнен московским мастером Василием Орловым. 29 икон главного иконостаса — Андреем Данилевский (Санкт-Петербургская Императорская Академия художеств), иконы боковых иконостасов — Михаил Михайлов, стенная роспись И.Н. Святенко (Харьков). Основные иконографические мотивы взяты из киевского Владимирского собора и отчасти из храма Христа Спасителя в Москве. Боковые апсиды, как и в прежней Благовещенской церкви, во имя святого великомученика Иоанна Воина и святой великомученицы Варвары. В цокольном крестильном храме престол в честь Всех Святых.
3 июля 1914 года церкви вновь присваивается статус «градского собора».

## Советские годы

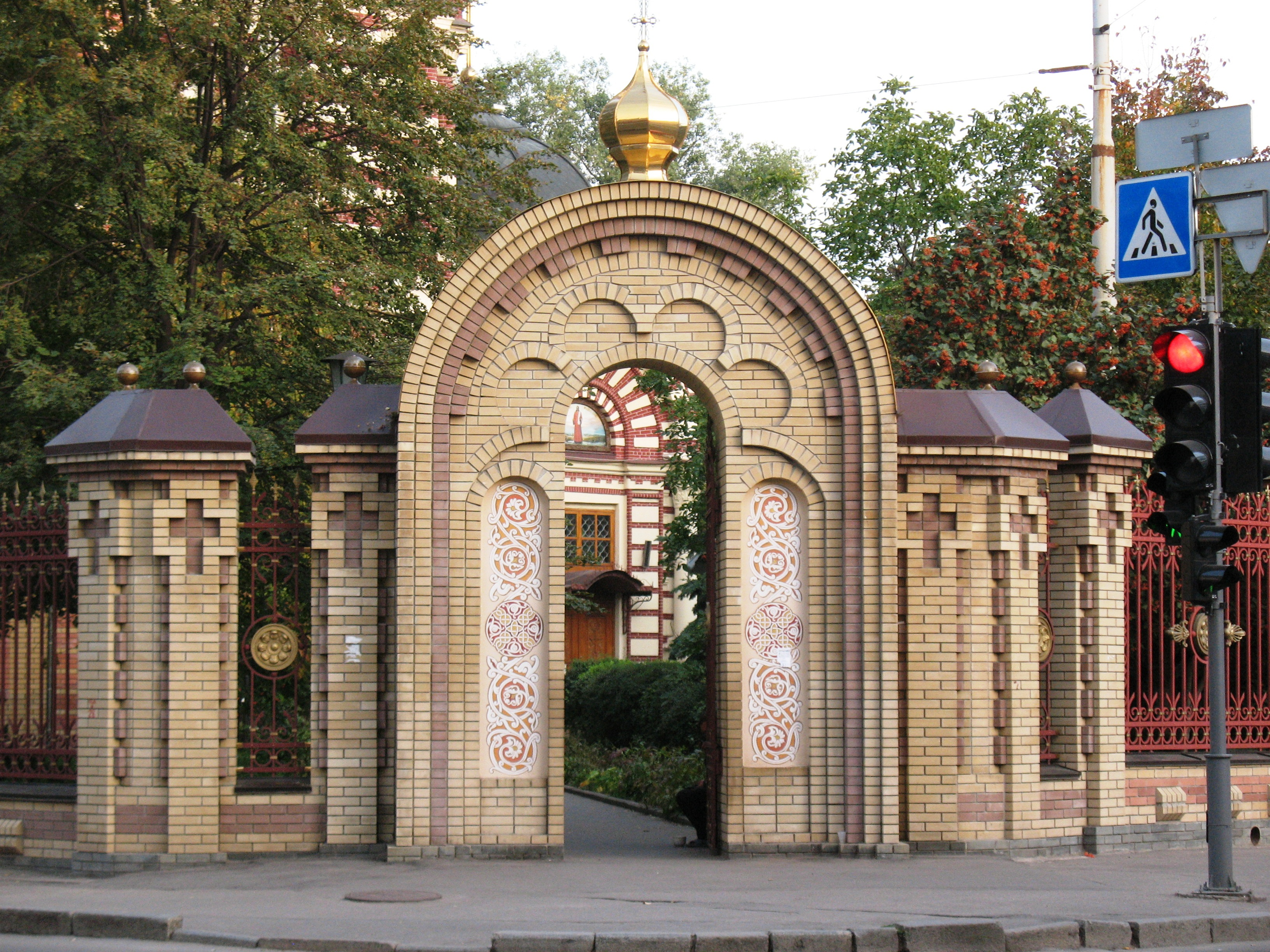
Вход на территорию собора с запада

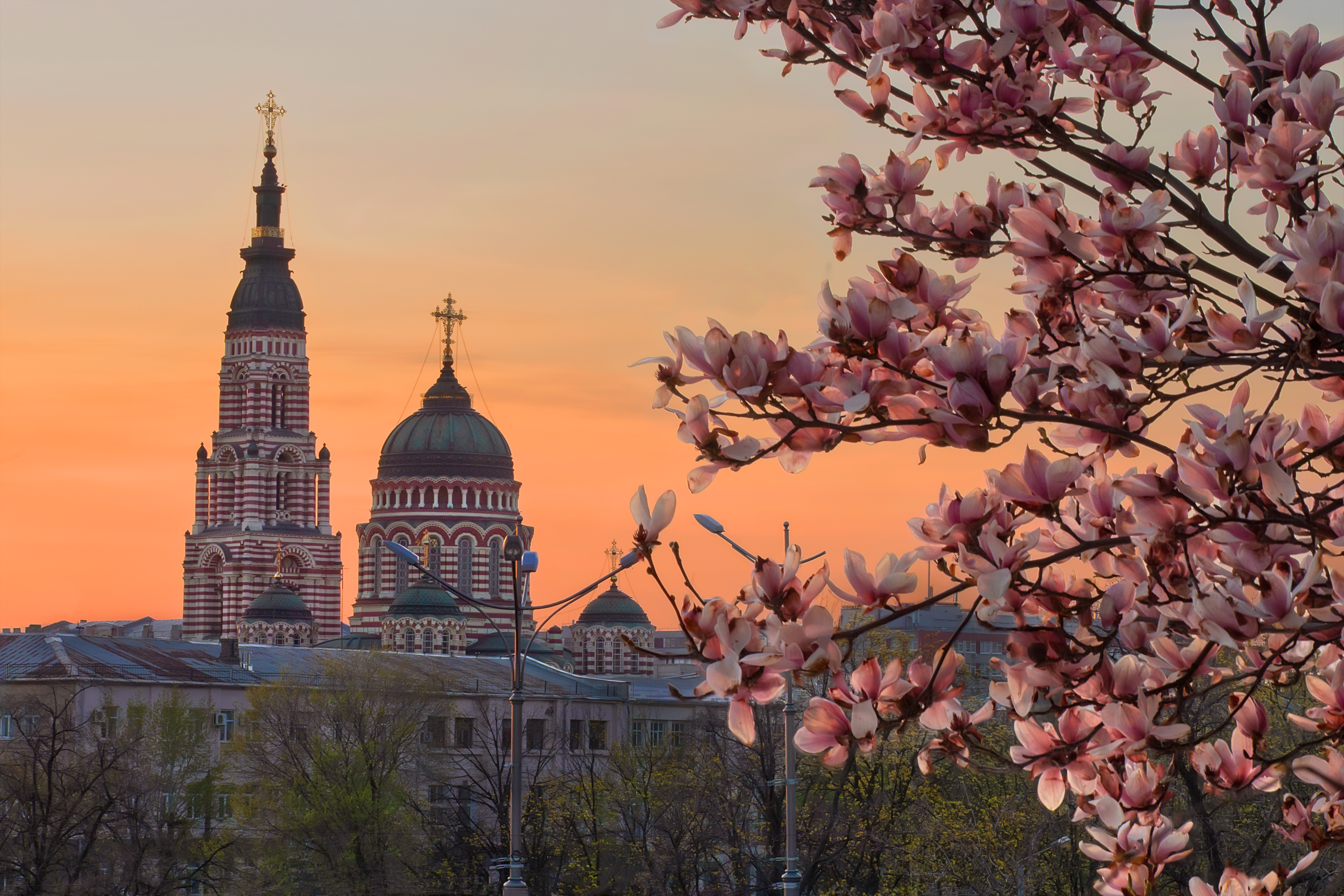
Собор на закате

16 ноября 1919 года была освящена церковь во имя преподобного Антония Римлянина с южной стороны колокольни. Осенью 1921 года в часовню с северной стороны колокольни была перенесена бывшая домовая церковь Второй мужской гимназии во имя преп. Сергия Радонежского.
С 1922 по 1924 годы за собор шла борьба разных православных юрисдикций (обновленцев и других). 22 марта 1923 года была попытка закрытия храма, повторявшаяся и в дальнейшем. С 1925 по 1926 год в здании собора проводились, с разрешения властей, концерты духовной музыки.
14 февраля 1930 года постановлением секретариата ВУЦИК собор был окончательно закрыт. Согласно постановлению, помещение храма должно было быть использовано для культурных целей. Однако, по свидетельству старожилов, некоторое время в его помещениях находились конюшня и склад нефтепродуктов. Со стороны алтаря была построена автозаправка, просуществовавшая до конца 60-х годов.

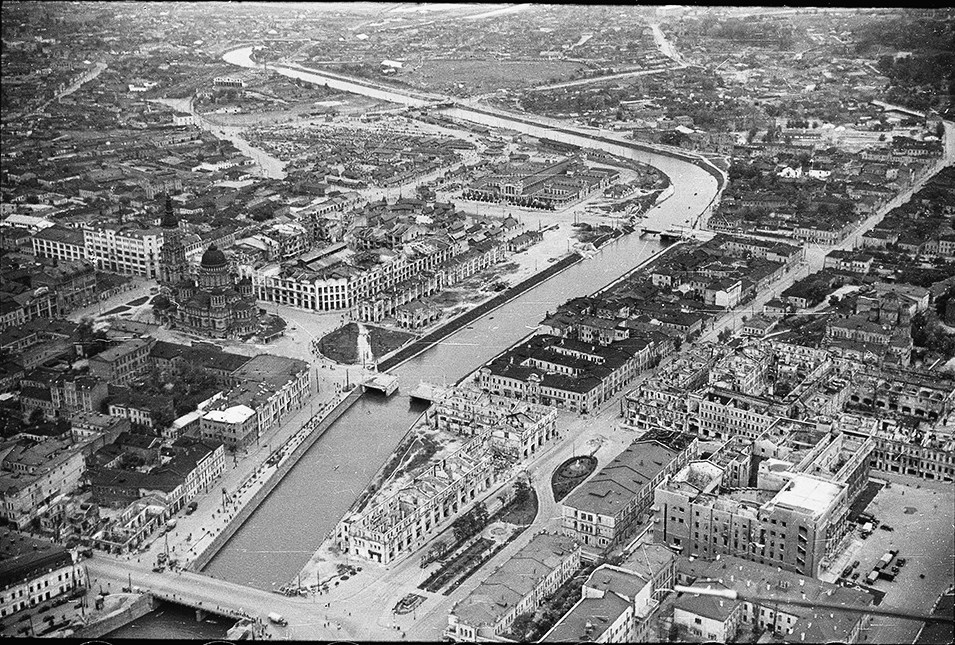
Собор в 1941 году, во время войны

Как и другие харьковские церкви, собор был открыт для богослужений во время германской оккупации; по окончательном восстановлении советской администрации в августе 1943 года остался открытым.
В 1946 году стал кафедральным собором епархиального центра Московского патриархата, которым остаётся и поныне. В 1948 году сюда были перенесены из Покровского монастыря мощи харьковского святителя Мелетия (Леонтовича), а из музея — мощи святителя Афанасия Пателария, Патриарха Константинопольского.
14, 15, 16 мая 1948 года в соборе служил посетивший Харьков патриарх Алексий I (Симанский). В этих службах участвовал протопресвитер Николай Колчицкий, состоявший в клире собора в начале 1920-х годов.
В июле 1974 года грозовой шквал обрушил чугунный крест колокольни.

## После распада СССР
В 1993 году в соборе были помещены мощи священномученика Александра (Петровского), харьковского архиепископа, репрессированного в 1938 году.
В июле 1996 года сильным ураганом погнуло новый крест на колокольне. Год спустя, 2 июня 1997 года восстановленный крест вместе с верхней частью купола колокольни был уничтожен пожаром, возникшим в верхней части подкупольного помещения при проведении сварочных работ. При восстановлении купола после пожара его высота несколько увеличилась.
В 2007—2008 годах вокруг храма устроена новая ограда, подчеркнувшая его монументальность.
7 мая 2011 года Благовещенский собор посетил Патриарх Московский и всея Руси Кирилл. Это стал первый в истории официальный визит главы РПЦ в Харьков.
Настоятелем храма традиционно является митрополит Харьковский и Богодуховский.

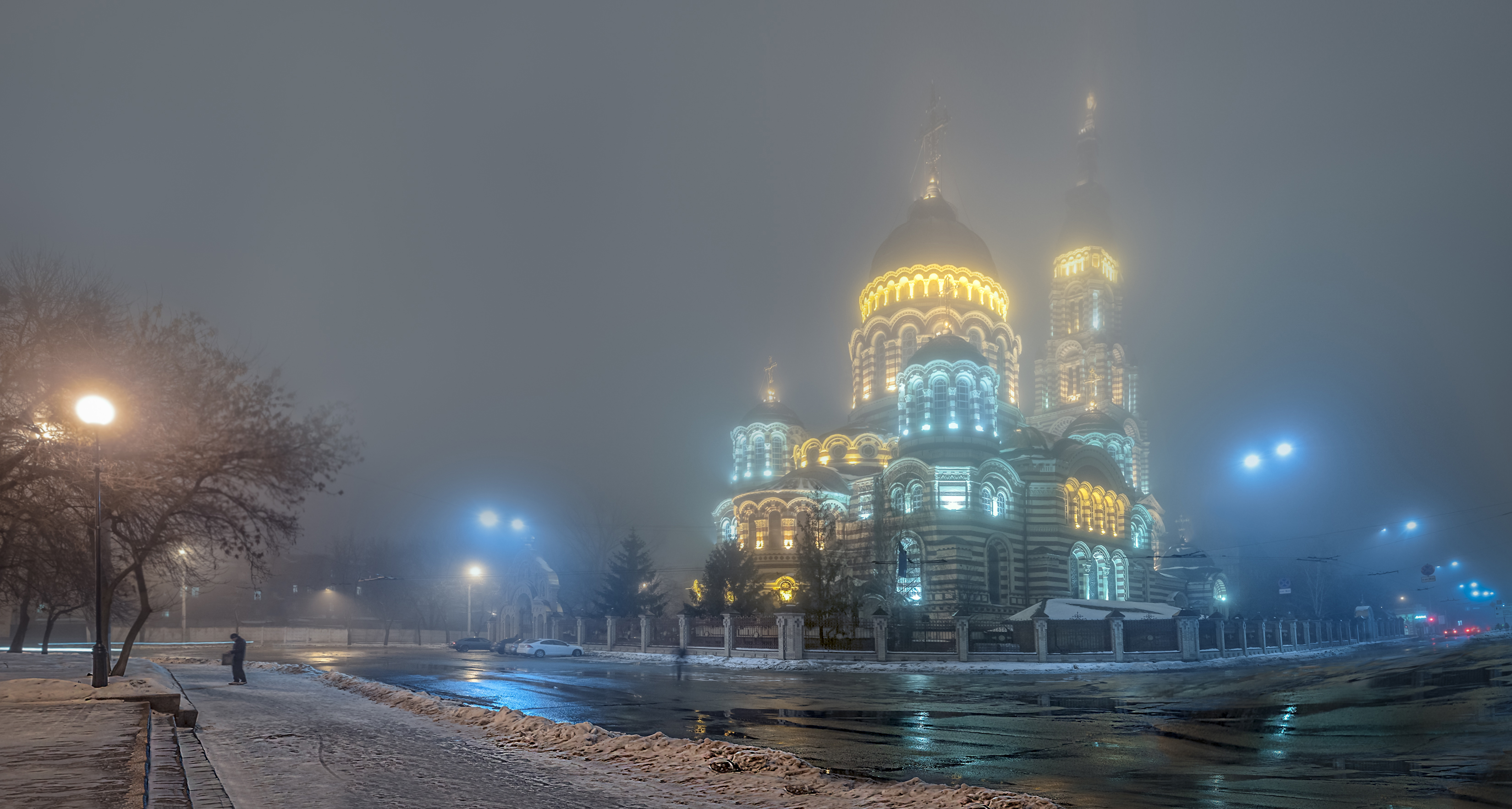
Благовещенский собор туманным зимним вечером

## Престолы собора
- Главный престол (центральный неф) — Благовещения Пресвятой Богородицы;
- Северный придел — великомученицы Варвары Илиопольской,
- Южный придел — Иоанна Воина,
- Нижний храм — Всех святых;
- Нижний храм — Архидиакона и первомученика Стефана;
- Нижний храм — святителя Мелетия Харьковского.

## Святыни
- Озерянская икона Божией Матери — чтимый список.
- Харьковская Елецкая икона Божией Матери — чудотворная икона.
- Мощи Афанасия III Пателлария, патриарха Цареградского, лубенского чудотворца (сидит в облачении, преставился в 1654 году).
- Мощи святителя Мелетия Леонтовича, архиепископа Харьковского (†1840 г.).
- Мощи священномученика Александра Петровского, архиепископа Харьковского (†1940 г.).
- В нижнем храме — гроб с телом митрополита Харьковского и Богодуховского Никодима Руснака (†2011 г.).

## Символ города
- Собор стал узнаваемым и вторым общепринятым символом города[3].